# Kushiro-shi
Kushiro (jap. 釧路市, -shi) ist eine japanische Großstadt im Osten der Insel Hokkaidō und Verwaltungssitz der Unterpräfektur Kushiro. Ihre abgelegene Lage gibt der Stadt im Rest Japans ein mystisches und exotisches Image. So ist sie z. B. Thema vieler japanischer Schlager.

## Geschichte
Eine zwei Meter hohe Tsunami-Welle erreichte den Hafen von Kushiro um 3:51 Japan-Standardzeit am 11. März 2011 nach dem Tōhoku-Erdbeben.

## Geographie

### Lage
Kushiro liegt östlich von Sapporo und westlich von Nemuro am Pazifischen Ozean. Bei Kushiro mündet der gleichnamige Fluss in den Pazifik.

### Klima
Kushiro ist mit durchschnittlich 6 °C wohl auch die kühlste Großstadt Japans. Die Temperaturen reichen von −7 °C im Januar bis 18 °C im August, wobei 1100 mm Niederschlag pro Jahr fallen. Das Klima wird trotz der Lage noch vom Monsun bestimmt, was zur Folge hat, dass der Großteil der Niederschlags in den Sommermonaten fällt.
|                       | Jan   | Feb   | Mär  | Apr  | Mai  | Jun  | Jul  | Aug  | Sep  | Okt  | Nov  | Dez  |   |      |
| Mittl. Tagesmax. (°C) | −1,1  | −1,0  | 2,2  | 7,7  | 12,1 | 15,2 | 19,0 | 21,3 | 19,3 | 14,7 | 8,4  | 2,6  | ⌀ | 10,1 |
| Mittl. Tagesmin. (°C) | −12,5 | −12,0 | −6,2 | −0,2 | 4,2  | 8,4  | 12,8 | 14,8 | 11,2 | 4,6  | −1,8 | −7,3 | ⌀ | 1,4  |
|                       |       |       |      |      |      |      |      |      |      |      |      |      |   |      |
| Niederschlag (mm)     | 53    | 47    | 65   | 85   | 118  | 120  | 108  | 126  | 141  | 122  | 70   | 50   | Σ | 1105 |
|                       |       |       |      |      |      |      |      |      |      |      |      |      |   |      |
| Sonnenstunden (h/d)   | 5,8   | 6,6   | 6,8  | 6,6  | 6,2  | 4,9  | 4,3  | 4,5  | 5,6  | 6,1  | 5,8  | 5,8  | ⌀ | 5,7  |
|                       |       |       |      |      |      |      |      |      |      |      |      |      |   |      |
| Luftfeuchtigkeit (%)  | 72    | 72    | 75   | 78   | 81   | 87   | 89   | 88   | 84   | 76   | 71   | 70   | ⌀ | 78,6 |

| −12,5 |

| −12,0 |

| −6,2 |

| −0,2 |

| 4,2 |

| 8,4 |

| 12,8 |

| 14,8 |

| 11,2 |

| 4,6 |

| −1,8 |

| −7,3 |

| −12,5 |

| −12,0 |

| −6,2 |

| −0,2 |

| 4,2 |

| 8,4 |

| 12,8 |

| 14,8 |

| 11,2 |

| 4,6 |

| −1,8 |

| −7,3 |

## Verkehr
Westlich der Stadt befindet sich der Flughafen Kushiro. Der Bahnhof Kushiro liegt an der Nemuro-Hauptlinie. Züge verkehren nach Sapporo und Nemuro. Am Bahnhof Higashi-Kushiro im Nordosten der Stadt zweigt die Senmō-Hauptlinie nach Abashiri ab. Darüber hinaus ist Kushiro über die Nationalstraßen 38, 44, 240, 241, 274 und 391 erreichbar.
Ein Wahrzeichen der Stadt ist die Nusamai-Brücke, die die Nationalstraße 38 über den Fluss Kushiro führt. Auf ihr befinden sich vier Skulpturen, die für die Jahreszeiten stehen, womit sie 1976 die erste Brücke Japans mit Statuen war.

## Städtepartnerschaften
- Petropawlowsk-Kamtschatski, seit 1998
- Burnaby, seit 1965
- Tottori, seit 1963

## Söhne und Töchter der Stadt
- Nakahara Teijirō (1888–1921), Bildhauer
- Akira Ifukube (1914–2006), Komponist
- Yukinobu Hoshino (* 1954), Manga-Zeichner
- Kazurō Watanabe (* 1955), Astronom
- Masahiko Yamamoto (* 1956), Eisschnellläufer
- Satoshi Kon (1963–2010), Drehbuchautor und Anime-Filmregisseur
- Shino Sakuragi (* 1965), Schriftstellerin und Dichterin
- Tōru Aoyanagi (* 1968), Eisschnellläufer
- Hiroyuki Miura (* 1973), Eishockeyspieler
- Shigeyuki Dejima (* 1982), Eisschnellläufer
- Yasuhiro Ōuchi (* 1982), Eishockeyspieler
- Bin Ishioka (* 1984), Eishockeyspieler
- Saori Kitakaze (* 1985), Sprinterin
- Kentarō Sadamune (* 1986), Eishockeyspieler
- Kōta Tanaka (* 1986), Eishockeyspieler
- Kazuki Yamamoto (* 1986), Eishockeyspieler
- Yūta Narisawa (* 1987), Eishockeytorwart
- Ayano Satō (* 1996), Eisschnellläuferin

## Angrenzende Städte und Gemeinden
- Shiranuka
- Teshikaga
- Tsubetsu
- Ashoro
- Tsurui
- Urahoro
- Kushiro-chō